# Monardia nigrita
Monardia nigrita är en tvåvingeart som först beskrevs av Boris Mamaev 1993.  Monardia nigrita ingår i släktet Monardia och familjen gallmyggor. Inga underarter finns listade i Catalogue of Life.